# سرغوس
السرغوس (بالإنجليزية: Sargus أو Sargo)‏، ويدعى أيضا الدنيس الأبيض (بالإنجليزية: White Seabream)‏، هو سمك من فصيلة الأسبور الأصلي نوع الديبلوديوس (بالإنجليزية: Diplodus)‏، وهو سمك يعيش في شرق المحيط الأطلسي وغرب المحيط الهندي. فهذه الأسماك تتواجد خصوصا في جنوب خليج غاسكونيا بجنوب أفريقيا، بما في ذلك كل من سواحل مجموعة جزر ماديرا والكناري وجزر البحر الأبيض المتوسط ىلا ونادرا بالبحر الأسود، وتتواجد أيضا بعض أفراد الأسماك في كل من قبالة سواحل المحيط الهندي من جنوب أفريقيا إلى موزمبيق ومدغشقر، وقبالة ساحل سلطنة عمان أيضاََ. وتسكن مناطق الأمواج وعلى حدود 50 مترا إلى أسفل بعمق المياه.
وأسماك السرغوس عادة ما تتغدى على الأسماك الصغيرة والقشريات والرخويات وبعض الأعشاب البحرية والشعاب المرجانية، وهذا باستعمال فكيها القويين من أجل سحق الطعام. ويتراوح طول الفرد البالغ إلى 45 سنتمترا، والمتوسطة منها إلى 22 سنتمترا.
وتتميز أسماك السرغوس التي من فصيلة الديبلوديوس بأنها خنثى، أي أنها تبدأ حياتها كذكور، ومن ثم في وقت لاحق تتحول إلى إناث.

## وصلات خارجية
- Diplodus sargus at the Encyclopedia of Life
- المؤلفان راينر فرويز ودانيال باولي (2010). "Diplodus sargus sargus" في قاعدة الأسماك. نسخة October 2010.
- (بالfr+en) مرجع نظام المعلومات التصنيفية المتكامل (ITIS) : TSN {{{1}}}